# Girodirezionale
Il girodirezionale o direzionale giroscopico è uno strumento giroscopico utilizzato per la navigazione aerea che permette, rispetto alla bussola, una lettura più accurata dell'orientamento dell'asse longitudinale dell'aeromobile durante le virate o in presenza di altre accelerazioni.

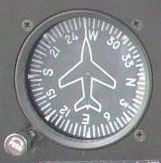
Girodirezionale

È composto da un giroscopio a tre gradi di libertà con asse di rotazione del rotore disposto nel piano alare. Il moto relativo del giroscopio rispetto alla cassa dello strumento che lo contiene è trasferito mediante una coppia di ingranaggi conici ad un disco girevole posto verticalmente davanti al pilota su cui è riportata la rosa graduata. 
Il pilota, una volta allineata la rosa graduata del direzionale con la prua magnetica indicata dalla bussola, vede la rosa muoversi dietro la linea di fede solo quando cambia effettivamente l'orientamento dell'asse longitudinale dell'aereo. Grazie all'inerzia giroscopica del direzionale infatti, le indicazioni non sono soggette agli errori di inclinazione né alle accelerazioni indotte dalla turbolenza e l'inerzia dell'equipaggio magnetico della bussola.
Il direzionale è però soggetto ad un progressivo scostamento nelle sue indicazioni dovuto alla precessione apparente e alla deriva giroscopica, necessitando quindi di un periodico riallineamento con la bussola magnetica. Nelle telebussole giroscopiche o girobussole, il riallineamento viene eseguito in modo continuo ed automatico grazie a sensori del campo magnetico terrestre (chiamati in inglese flux valve) che comandano un meccanismo elettrico di compensazione che mantiene il giroscopio allineato con le linee del campo magnetico terrestre.